# Neoplatyura cognata
Neoplatyura cognata är en tvåvingeart som beskrevs av Uesugi 2002. Neoplatyura cognata ingår i släktet Neoplatyura och familjen platthornsmyggor. Inga underarter finns listade i Catalogue of Life.